# قصف كنيسة القديس برفيريوس
مجزرة كنيسة القديس برفيريوس (19 أكتوبر 2023) وتُعرف كذلك باسمِ قصف كنيسة القديس برفيريوس هي مجزرة ارتكبها سلاح الجوّ الإسرائيلي يوم 19 تشرين الأول/أكتوبر 2023 خلال معركة طوفان الأقصى، حيثُ استهدفت كنيسة القديس برفيريوس، وهي كنيسة أرثوذكسية يونانية في مدينة غزة، وتعد ثالث أقدم كنيسة في العالم. كان مجمع الكنيسة يؤوي مئات النازحين الفلسطينيين وقت الغارة الجوية، حيث أصبح ملجأ للعديد من السكان المسيحيين والمسلمين في غزة خلال الحرب. وبحسب ما ورد أدى القصف إلى مقتل 18 شخصًا.

## خلفية
كنيسة القديس برفيريوس هي كنيسة أرثوذكسية شرقية في حي الزيتون بمدينة غزة وهي أقدم كنيسة في المدينة، سميت الكنيسة نسبة إلى القديس برفيريوس الذي دفن فيها، قبر القديس موجود في الزاوية الشمالية الشرقية للكنيسة. وتقع الكنيسة على مقربة من المستشفى الأهلي العربي الذي تعرّض مساء يوم الثلاثاء 17 تشرين الأول/أكتوبر 2023 لمجزرة إسرائيلية كبيرة خلّفت 471 شهيدا. ويتبع المستشفى للكنيسة الأسقفية الإنجيلية بالقدس. وخلال عملية طوفان الأقصى قامت إسرائيل باستهداف المجمعات السكنية والمساجد والكنائس في كل مناطق قطاع غزة.

## المجزرة والضربة الجوية
خلال ساعات مساء يوم الخميس الموافق 19 أكتوبر 2023، قام سلاح الطيران الإسرائيلي بقصف الكنيسة وأدى القصف إلى انهيار مبنى مجلس وكلاء الكنيسة بالكامل والذي كان يؤوي عددا من العائلات الفلسطينية المسيحية والمسلمة التي لجأت إلى الكنيسة بحثا عن مكان آمن. وأدى القصف ايضاً إلى تدمير ساحة الكنيسة، وأدى القصف إلى وقوع 18 قتيلا مع وجود 15 مفقودا، والعديد من الجرحى حالتهم حرجة في المستشفى. وكانت أغلبية الضحايا من عائلة واحدة، وذلك بسبب نومهم بجوار بعضهم البعض، وهذه العائلة انتهت من سجل المواليد في غزة.

### الضحايا
- يارا جريس العمش
- فيولا جريس العمش
- عبد النور سامي الصوري
- طارق الصوري
- ليزا الصوري
- سهيل رامز الصوري
- مجد رامزالصوري
- غادة الصوري
- الين عطالله ترزي
- مروان سليم ترزي
- ناهد ترزي
- سليمان جميل طرزي
- سناء عطالله العمش
- علياء عبد النور الصوري
- عيسى طارق الصوري
- جولي رامز الصوري
- جورج صبحي الصوري
- وسيم عرفات عكيلة

## ردود الفعل
- أدانت بطريركية الروم الأرثوذكس في القدس القصف بشدة ووصفته بأنه جريمة حرب واتهمت الجيش الإسرائيلي باستهداف الكنائس وملاجئ المدنيين.
- أعلن عضو الكونجرس الأمريكي السابق جستين عماش أن العديد من أقاربه قتلوا في قصف كنيسة القديس برفيريوس.[6]